# Végétarisme environnemental

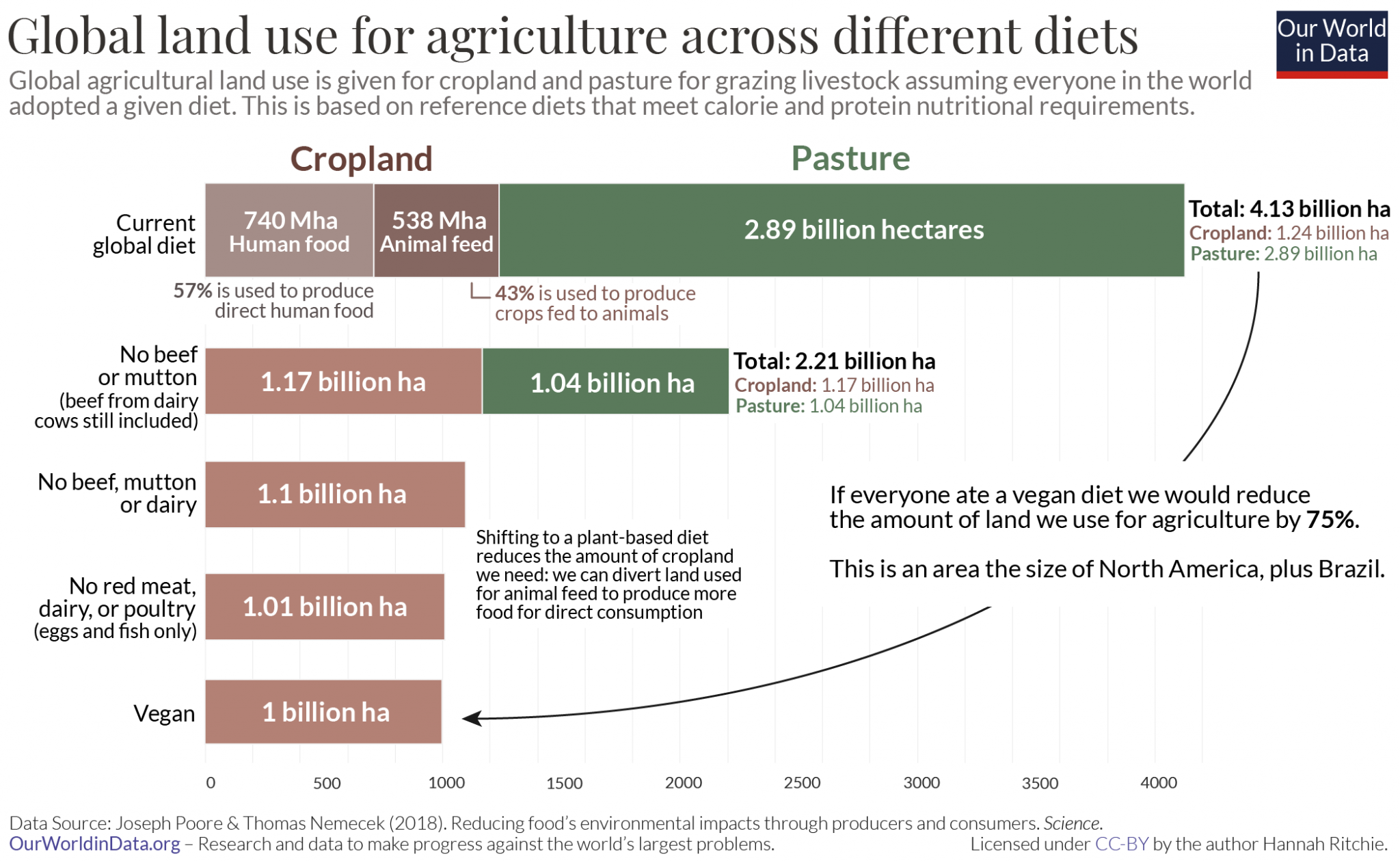
La superficie des terres agricoles nécessaires dans le monde serait réduite de près de moitié si aucune viande de bœuf ou de mouton n'était consommée.

Le végétarisme environnemental est la pratique du végétarisme ou végétalisme sur la base des indications que la production animale, en particulier par l'agriculture intensive, est écologiquement non durable. La principale préoccupation environnementale de produits d'origine animale est la pollution en incluant les émissions de gaz à effet de serre et l'utilisation de ressources telles que les combustibles fossiles, l'eau et la terre.

## Effets bénéfiques sur l'environnement

### Déforestation
La transformation de zones forestières, et en particulier de forêts primaires, en zone de pâturage ou de production de nourriture animale représente une grande perte de biodiversité en détruisant ou altérant significativement les habitats naturels de nombreuses espèces. On estime par exemple que 40 % de la forêt amazonienne aura disparu d'ici 2050 si les tendances agricoles actuelles se poursuivent.
Cette expansion a augmenté le taux d'extinctions d'espèces animales et végétales, et réduit les services offerts par la nature, tels que l'élimination naturelle des polluants (notamment d'épuration du dioxyde de carbone). Selon l'Organisation des Nations unies, « la déforestation induite par l'élevage est l'une des principales causes de la perte de certaines espèces animales et végétales uniques dans les forêts tropicales d'Amérique centrale et d'Amérique du Sud, ainsi que de la libération de carbone dans l'atmosphère. »
Une étude antérieure de la FAO avait établi que 90 % de la déforestation était due à des pratiques agricoles non durables. Sur-pâturés, ces terrains perdent leur capacité à supporter la production animale, ce qui rend nécessaire davantage d'expansion agricole. En 2008, 20 % des zones forestières initiales d'Amérique centrale et 38 % de l'Amazonie ont été abattus pour l'élevage des bovins.
En 2009, une étude de l'ONG Greenpeace pointait l'élevage intensif de bovins comme la principale cause de déforestation en Amazonie. « Au cours des dernières années, un hectare de forêt primaire amazonienne a été détruit toutes les 18 secondes en moyenne par les éleveurs de bétail », selon Greenpeace. L'élevage du bétail est ainsi responsable d'environ 80 % de la destruction de la forêt amazonienne et de 14 % de la déforestation mondiale chaque année, contribuant ainsi largement aux émissions de gaz à effet de serre.

### Gaspillage et pollution de l’eau
|                 | Hoekstra& Hung(2003) | Chapagain & Hoekstra (2003) | Zimmer& Renault(2003) | Okiet al.(2003) | Moyenne |
| --------------- | -------------------- | --------------------------- | --------------------- | --------------- | ------- |
| Bœuf            |                      | 15 977                      | 13 500                | 20 700          | 16 726  |
| Porc            |                      | 5 906                       | 4 600                 | 5 900           | 5 469   |
| Fromage         |                      | 5 288                       |                       |                 | 5 288   |
| Volaille        |                      | 2 828                       | 4 100                 | 4 500           | 3 809   |
| Œufs            |                      | 4 657                       | 2 700                 | 3 200           | 3 519   |
| Riz             | 2 656                |                             | 1 400                 | 3 600           | 2 552   |
| Soja            | 2 300                |                             | 2 750                 | 2 500           | 2 517   |
| Blé             | 1 150                |                             | 1 160                 | 2 000           | 1 437   |
| Maïs            | 450                  |                             | 710                   | 1 900           | 1 020   |
| Lait            |                      | 865                         | 790                   | 560             | 738     |
| Pommes de terre | 160                  |                             | 105                   |                 | 133     |

L'élevage fait partie des activités utilisant de l'eau. La consommation d'eau prend plusieurs formes :
- La consommation d'eau directe des animaux : une vache en lactation consomme environ 100 litres d'eau par jour[10].
- Le nettoyage des structures d'élevages, d'abattage et de transformation de la viande, ce qu'on peut appeler « eau grise ».
- L'éventuelle irrigation des surfaces de pâtures ou de production d'aliments destinés aux animaux.

À ces usages il est parfois ajouté l'eau des précipitations reçue par les surfaces agricoles de pâtures ou de production d'aliments pour animaux, ce qui permet de calculer "l'eau virtuelle" consommé pour la production de viande. Ce point de vue est très contestable car il suppose que le flux d'eau dans l'environnement serait perdu et que cette eau pourrait être détournée pour de la production alimentaire à destination des humains. Or la ressource en eau est un flux avec des variations spatiales et temporelles très fortes. L'eau consommée en un point et un instant n'est pas retirée à d'autres centres et dates de consommation, il est donc abusif de la considérer comme consommée.
Le changement d'affectation des sols pourrait aussi avoir une influence sur les précipitations. Il est souvent admis que la réduction des surfaces forestières, qui peut être liée au développement de l'élevage ou de cultures dédiées, réduit les précipitations, mais ce phénomène semble marginal si on le compare aux facteurs climatiques locaux (latitude, distance au littoral, altitude).
L'élevage non maîtrisé peut avoir un impact sur la qualité de l'eau. Il est en effet cause de pollution des cours d'eau et nappes phréatiques, en raison des rejets animaux et humains : les antibiotiques et les hormones absorbés par les animaux se retrouvent dans leurs urines et déjections, tandis que les engrais et les pesticides utilisés pour les cultures fourragères s'introduisent dans les sols jusqu'aux réserves d'eau souterraines... Par exemple, les quantités importantes d'azote et de phosphore utilisées pour l'agriculture fourragère, qui s'introduisent dans les cours d'eau et nappes souterraines puis sont rejetées dans les baies, sont responsables de la prolifération d'algues vertes qui polluent certains littoraux, comme celui de Bretagne.
Au sein de l'Union européenne la réglementation vise à réduire cet impact. La charge en animaux par hectare d'exploitation, le traitement et l'épandage des fumiers ou lisiers sont strictement réglementés mais ces efforts se heurtent à un excédent structurel d'azote dans certaines zones, notamment en Bretagne qui concentre la majorité de l'élevage porcin français sur un petit territoire. Parmi ces mesures on peut noter qu'il est interdit de faire boire directement les animaux dans un cours d'eau pour éviter que ces derniers ne défèquent ou n'urinent dans l'eau.
Selon une étude, à l'ouest des États-Unis le pâturage intensif du bétail a eu un impact négatif sur 80 % des cours d'eau et des habitats des rivières. Cela se traduit par une augmentation de la température, de la turbidité, des concentrations en phosphates, en nitrates, et par une réduction de la quantité d'oxygène dissout et de la biodiversité.
L'élevage génère des déjections animales riches en azote et phosphore, minéraux impliqués dans deux phénomènes environnementaux perturbant les écosystèmes : l’eutrophisation et la prolifération d'espèces nitrophile. Ces pollutions apparaissent dans certains cas :
- L'existence d'un déséquilibre entre la surface d'application des déjections et la quantité appliquée : les animaux ne produisent pas de minéraux mais rejettent ceux apportés par l'aliment. Si l'agrosystème d'une ferme ou d'une zone est autosuffisant, l'élevage ne va pas provoquer de surplus minéral. Par contre, une zone qui concentre un grand nombre d'élevages qui importent de grandes quantités d'aliments exogènes est structurellement polluée. C'est par exemple le cas de la Bretagne[15]. Face à cette situation, la seule solution réellement efficace est de déménager les élevages ou d'exporter les déjections animales[19] vers des zones céréalières trop pauvres en élevage, ce qui leur permet alors de réduire leur besoin en engrais minéraux.
- Le second cas est l'application des déjections en période de lessivage ou de percolation des terres. Un fumier ou un lisier appliqué sur un sol nu l'hiver ne sera pas absorbé par la végétation en dormance mais sera emporté par les précipitations. De même, en plein été, en l'absence de culture en place l'épandage est inutile, les minéraux étant lessivés en cas d'orage. Pour éviter cette fuite d'azote, la réglementation interdit l'épandage en cas de pluie, de gel, de neige.[réf. souhaitée]
- Le dernier cas est la fuite de matière durant le stockage des déjections en maturation ou en attente d'épandage. En France, la réglementation oblige les agriculteurs à s'équiper de fosses étanches avec des systèmes de récupération des jus (le purin) pour éviter ce type de pollution[20].

Dans un agrosystème cohérent et correctement mené, l'élevage ne doit pas générer de pollution minérale mais au contraire permettre de réduire l'usage d'engrais minéraux en engraissant les terres occupées par des cultures. La ferme modèle de durabilité est une polyculture élevage qui produit l'aliment de ses animaux sur place et fertilise les champs avec ses propres fumiers, lisiers ou fientes. En agriculture biologique, la polyculture élevage est le modèle de référence,, 64 % des surfaces en agriculture biologique sont des pâtures ou des cultures fourragères exclusivement destinées à l'élevage.

### Changement climatique
Selon un rapport de l'Organisation des Nations unies pour l'alimentation et l'agriculture (FAO) en 2013, l'élevage est responsable de 14,5 % des émissions anthropiques de gaz à effet de serre (GES). L'International Institute for Applied Systems Analysis (IIASA), estime quant à lui cette part à 14 % des émissions anthropiques. Ces études prennent en compte l'ensemble de la filière d'élevage, y compris le transport, la transformation et la distribution des produits carnés, mais aussi la déforestation et la dégradation des sols.
Aux États-Unis, l'agriculture produit 6,9 % du CO2, avec là aussi des rejets à peu près équivalents pour la production animale et végétale. L'INRA estime que l'élevage compte pour 80 % des émissions de GES du secteur agricole mondial. Toujours selon l'INRA), le méthane (qui provient pour la quasi-totalité de l’activité biologique de l’animal) représente à lui seul près de 60 % du pouvoir réchauffant des émissions de GES liées à l’élevage contre 25 % pour le N2O (issu principalement de la fertilisation azotée et des effluents d’élevage) et 15 % pour le CO2 (issu principalement de la consommation de carburant pour le fonctionnement de la ferme et la production d’intrants).
Certaines ONG et scientifiques soutiennent sur la base de ces études que la consommation de viande doit être réduite afin de diminuer les rejets de GES. Greenpeace recommande ainsi un maximum d'environ 12 kg de viande issus de l'élevage écologique par personne et par an (soit environ 230 g par semaine) et 26 kg de lait par personne par an (soit un demi-litre de lait par semaine).
L'association végétarienne belge EVA estime que ne pas manger de viande d'élevage un jour par semaine équivaut à une économie de 170 kg de CO2 par personne et par an (soit un trajet de 1 100 km en automobile). Eschel et Martin arrivent à la conclusion qu'un consommateur américain moyen qui consomme en moyenne 27,7 % de calories d'origine animale dans son alimentation et qui réduirait ce montant à 20 % économiserait environ 0,5 tonne d'équivalent CO2 par an.
Reijnders et Soret concluent que les impacts environnementaux sont 4 à 100 fois plus importants lors de la production d’une unité de protéine animale moyenne que la production d’une unité de protéine de soja. Le poisson demanderait quant à lui 14 fois l’énergie nécessitée par la culture du soja pour le même rendement protéinique.
Enfin, l'élevage est également destiné à produire les produits laitiers. En 2008, l'Organisation des Nations unies pour l'alimentation et l'agriculture (FAO) estime ainsi à plus de 1,5 milliard le nombre de bovins sur Terre, produisant environ 60 millions de tonnes de viande bovine, mais également près de 720 millions de tonnes de lait. Cette production de lait générait 4 % des rejets de GES en 2010 d'après la FAO, pour une disponibilité de 100 litres de lait par an et par humain.
Selon un rapport de Greenpeace publié en mars 2018, les gaz à effet de serre (GES) issus de l'élevage (en tenant compte du changement d'affectation des sols) représentent 14 % des émissions globales anthropiques, ce qui est comparable aux émissions du secteur des transports. L'ONG estime que la production de viande (ainsi que les produits laitiers) menace 6 des 9 limites planétaires, qu'elle représente jusqu'à 80 % de la surface des terres agricoles, et qu'elle est la source de 80 % de la déforestation de la forêt amazonienne. Elle conclut que nous devrions réduire de moitié notre consommation de viande pour atteindre les objectifs climatiques de l'accord de Paris sur le climat.
Le 8 août 2019, en conclusion de son « rapport spécial » sur le changement climatique et l’utilisation des sols, le GIEC recommande une alimentation riche en aliments d'origine végétale. Selon Debra Roberts, coprésidente du groupe de travail II du GIEC, « les régimes alimentaires équilibrés riches en aliments d’origine végétale tels que les céréales secondaires, les légumineuses, les fruits et les légumes, et les aliments d’origine animale produits de façon durable dans des systèmes à faibles émissions de gaz à effet de serre offrent de bonnes possibilités d’adaptation aux changements climatiques et de limitation de ces changements ».
Dans une tribune signée en novembre 2019, 11 000 scientifiques climatologues, mais aussi biologistes, physiciens, chimistes ou agronomes issus de 153 pays, préviennent que les humains risquent des « souffrances indescriptibles » liées au réchauffement climatique et appellent à des transformations des modes de vie afin de préserver la Terre, notamment en réduisant la consommation de viande,.

### Resistance au antibiotique
En 2013, d'après l'OMS, au moins 50 % des antibiotiques mondiaux sont destinés aux animaux (usage préventif ou comme facteur de croissance), malgré la mise-en-place de mesures visant à réduire l'utilisation d'antibiotiques dans l'élevage. Du fait de la promiscuité et du peu de diversité génétique dans les élevages industriels, ces consommations massives d'antibiotiques aboutissent à l'apparition rapide de pathogènes antibiorésistant. La diffusion de ces pathogènes dans l'environnement se produit notamment par les déjections animales qui vont polluer les sols et les eaux, elle peut aussi se faire par la viande en cas de cuisson insuffisante. Par le même procédé, des résidus antibiotiques sont propagés dans l'environnement, contribuant aussi à la création et la diffusion de cette antibiorésistance.

### Émission d'ammoniac
Selon la FAO, le secteur de l’élevage représente 64 % des émissions d’ammoniac dues aux activités humaines et contribue ainsi aux pluies acides : bien que l'ammoniac contribue à augmenter le pH de l'eau de pluie en se dissociant en ammonium,,,,, ce dernier favorise une fois au sol l'acidification du milieu. Selon la Commission européenne, en 1999, les déjections animales étaient à l'origine de 80 % des émissions d'ammoniac d'origine agricole, contribuant ainsi à l'acidification des sols et de l'eau.